# Spoorlijn Guingamp - Carhaix
De spoorlijn Guingamp - Carhaix is een Franse spoorlijn van Guingamp naar Carhaix-Plouguer. De lijn is 47,3 km lang en heeft als lijnnummer 485 000.

## Geschiedenis
De lijn werd geopend door de Compagnie des chemins de fer de l'Ouest op 24 september 1893. In 1967 werd deze lijn als een van de weinige van de metersporige lijnen in Bretagne op normaalspoor gebracht.

## Treindiensten
De SNCF verzorgt het personenvervoer op dit traject met TER treinen.
| Serie | Treinsoort | Route              | Bijzonderheden |
| ----- | ---------- | ------------------ | -------------- |
| P 11  | TER (SNCF) | Guingamp – Carhaix |                |

## Aansluitingen
In de volgende plaats was er een aansluiting op de volgende spoorlijnen:
Guingamp
RFN 420 000, spoorlijn tussen Paris-Montparnasse en Brest
RFN 486 000, spoorlijn tussen Guingamp en Paimpol
Carhaix
RFN 480 000, spoorlijn tussen Carhaix en Camaret-sur-Mer
RFN 483 000, spoorlijn tussen Morlaix en Carhaix
RFN 484 000, spoorlijn tussen Carhaix en Rosporden
RFN 487 000, spoorlijn tussen Carhaix en Loudéac

## Galerij

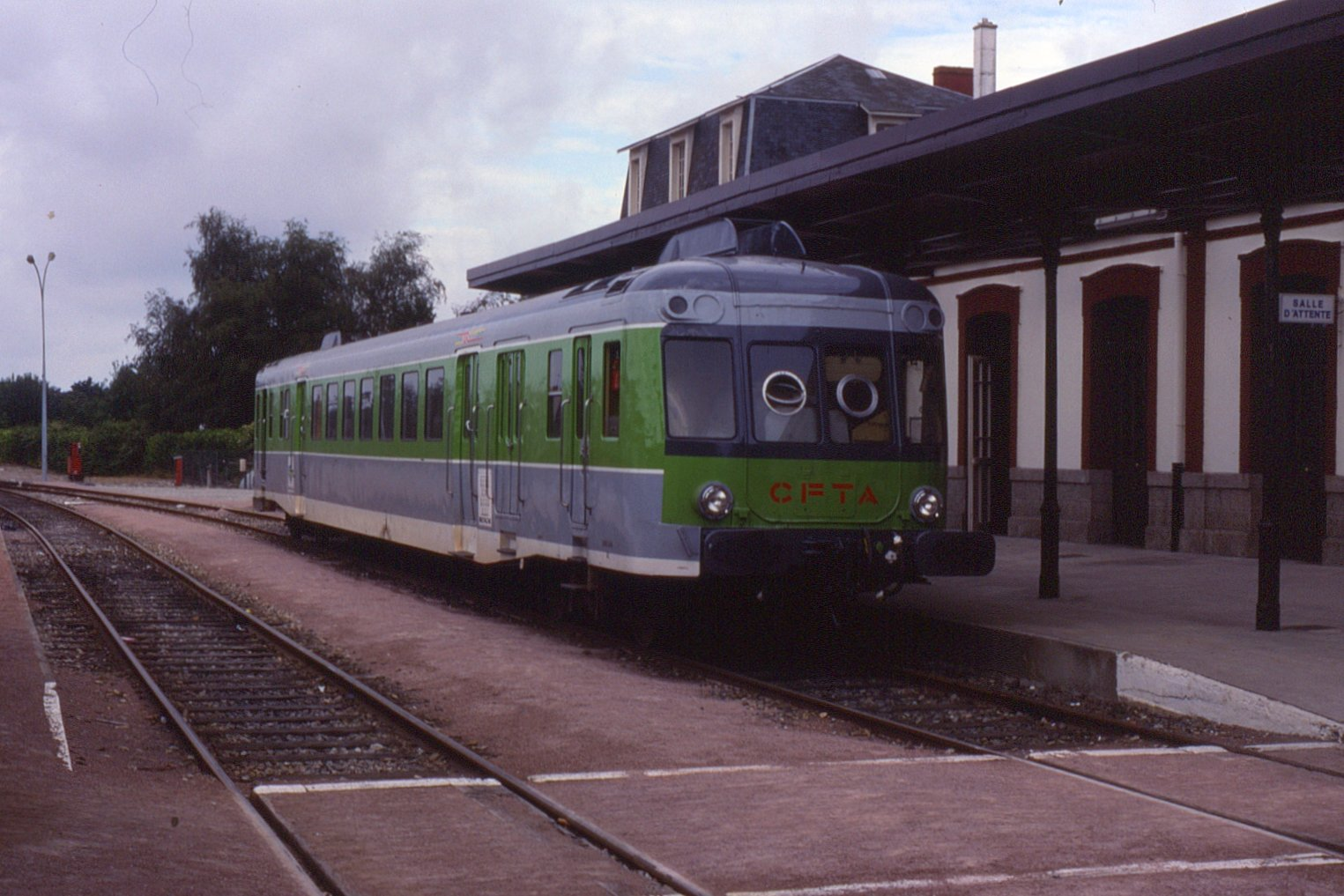
Railbus in Carhaix in 1990
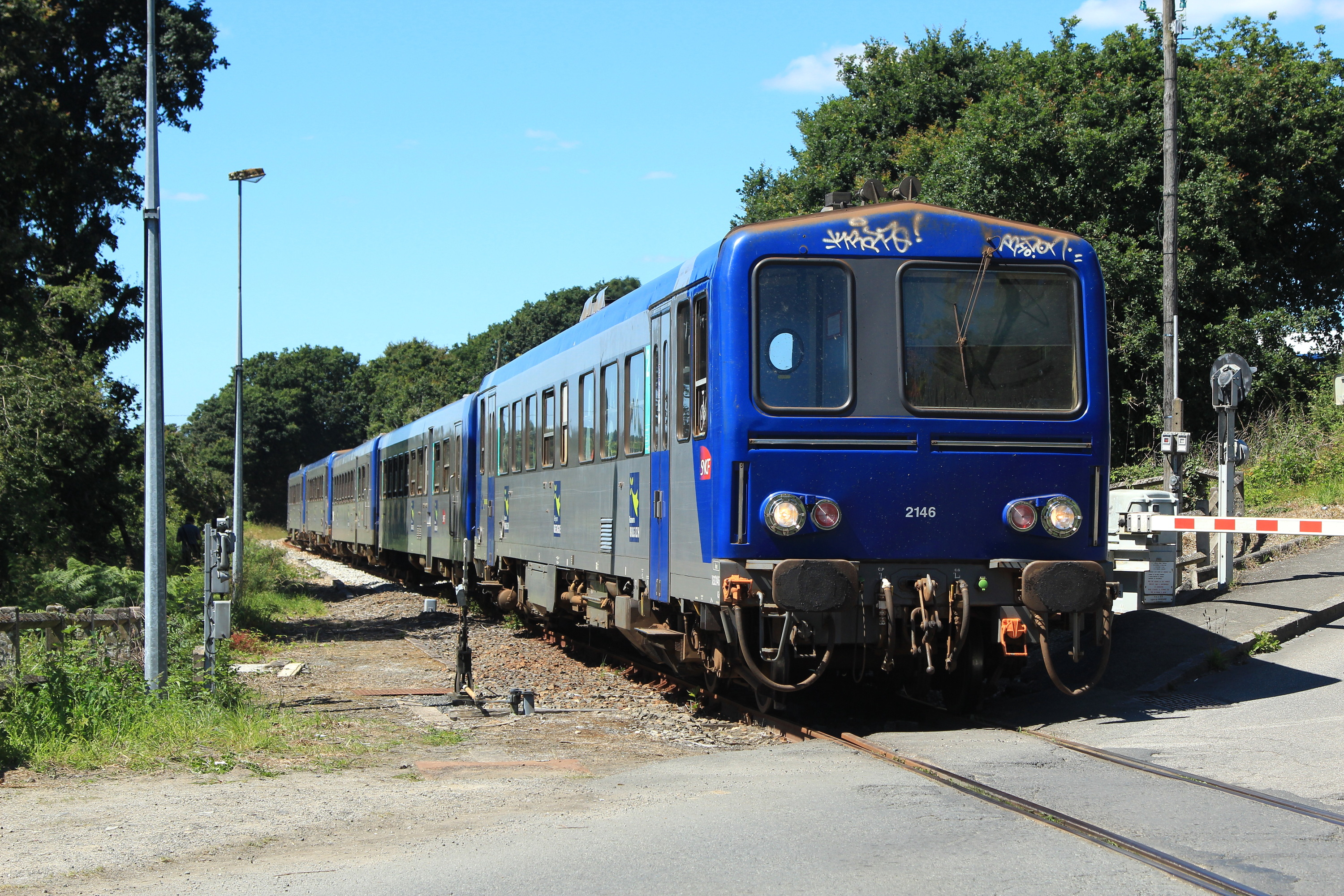
X2100 richting Carhaix in 2016